# Крип'якевич-Димид Іванна Романівна
Іванна Романівна Крип'якевич-Димид (нар. 23 січня 1968, Львів) — українська художниця, іконописиця. Лавреатка премії імені Василя Стуса (2003).
Дочка матеріалознавця Романа Крип'якевича та художниці Олександри Крип'якевич-Цегельської, онучка історика Івана Крип'якевича та підпільного священника отця Артемія Цегельського, дружина греко-католицького священника отця Михайла Димида, мати громадського активіста й військовослужбовця Артемія Димида, двоюрідна сестра політика Олега Тягнибока. 

## Життєпис
Закінчила Львівську дитячу художню школу (1984), відділення художнього розпису Львівського училища прикладного мистецтва (1988), відділення монументально-декоративного живопису Львівського інституту прикладного мистецтва (1992). Працювала викладачкою катедри сакрального мистецтва Львівської академії мистецтв (1997—1999), від 2000 — художниця в Українському католицькому університеті.

## Творчість
Співавторка книги «Жінка з вулиці Джерельної».
У іконописі поєднує візантійську та давньоруську традиції з рисами народного малярства й модерністськими малярськими пошуками. Професійна сфера зацікавлень: витоки мистецтва, гармонія форми і змісту, українське мистецтво XVI і XVII століть, діалог церкви і мистецтва.
Основні твори:
- «Розп'яття з червоними квадратами» у ц. св. Михаїла (Львів, 1991);
- «Богородиця Замилування» (сграфітто) у ц. св. Михаїла (Львів, 1991);
- «Пієта» (Львів, 1992);
- Розпис каплиці Св. Софії Премудрості Божої (Сан Катерінс — Канада, 1992);
- Намісні ікони для каплиці Львівської богословської академії (Львів, 1993);
- «Розп'яття зі св. Вінкентієм» у церкві св. Йосифа (Львів, 1993);
- Іконостас і світильник з 12 іконами у трапезній монастиря св. Онуфрія (Львів, 1993—1997);
- «Новомученики» у соборі св. Юра (Львів, 2001);
- «Осіння Богородиця» (Львів, 2003);
- «Пасха Премудрости» (Львів, 2004);
- «Розп'яття Цар Слави» для каплиці Українського католицького університету (Львів, 2005);
- Іконостас для каплиці Українського католицького університету (Львів, 2005—2007);
- «Весілля в Кані Галилейській» (Глиняни, 2005);
- «Парох Майданека» (Люблін, 2006);
- Іконостас для церкві св. Климентія папи (Львів, 2009);
- «Різдво ГНІХ» (Львів, 2010).
- Поліхромія каплиці Стрітення Господнього Українського Католицького Університету за участі Остапа Лозинського (Львів, 2012, 2020)[4][5][6][7][8][9][10][11]

Персональні виставки у містах Львові (1989, 1994, 2007, 2009, 2010, 2014), Києві (2009), Нью-Йорку (2015). Роботи зберігаються у приватних колекціях в Україні, Польщі, США, Канаді.

## Нагороди та відзнаки
- Премія імені Василя Стуса (2003)
- звання «Мати-героїня» (2019)[15];
- відзнакою імені Олени Степанівни (2019)[16];
- почесна відзнака «Пам'ять блаженного священномученика отця Омеляна Ковча» (2019)[1].